# Podaga Tholus
Il Podaga Tholus è una struttura geologica della superficie di Venere.